# Kawatarō Nakajima
Kawatarō Nakajima (中島 河太郎, Nakajima Kawatarō), né le 5 juin 1917 et mort le 5 mai 1999, est un critique littéraire et spécialiste japonais de la culture populaire et, tout particulièrement, du roman policier.

## Biographie
Diplômé de l'Université de Tokyo, il enseigne d'abord au lycée, avant d'obtenir un poste de professeur universitaire. 
Après la Deuxième Guerre mondiale, il commence à publier des articles, puis des études critiques sur le roman policier. L'un de ses ouvrages savants remporte le prix Edogawa Ranpo, une récompense habituellement réservée à des romans.
En 1985, il est nommé pour quatre ans président de la Mystery Writers of Japan.